# Edna
För andra betydelser, se Edna (olika betydelser).

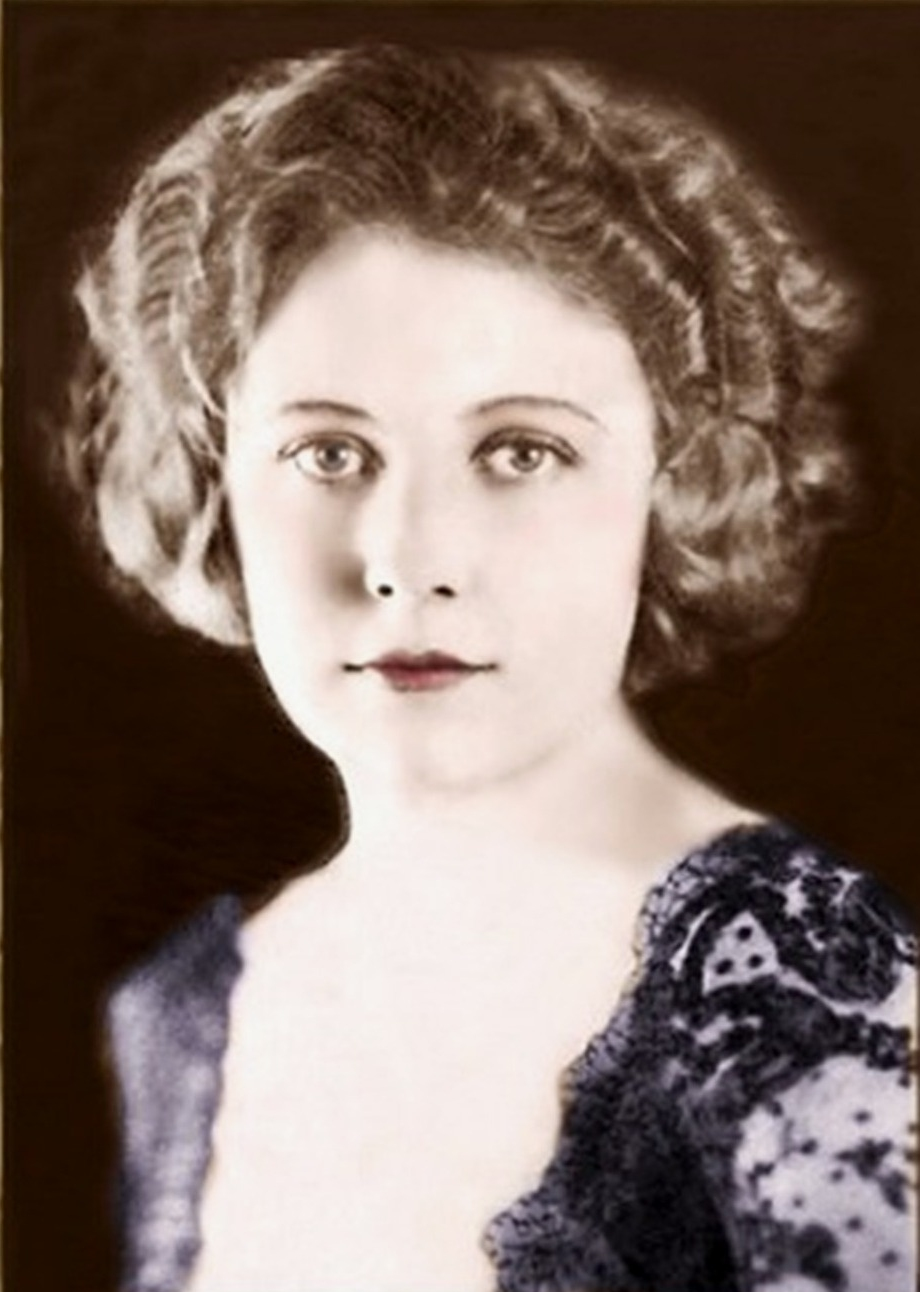
Edna Purviance

Edna är troligen ett hebreiskt namn med oviss betydelse. Namnet har kommit till Sverige via Nordamerika. Det äldsta belägget i Sverige är från år 1888.
Den 31 december 2014 fanns det totalt 445 kvinnor folkbokförda i Sverige med namnet Edna, varav 254 bar det som tilltalsnamn.
Namnsdag: saknas (1986-1992: 11 mars)

## Personer med namnet Edna
- Edna Best, amerikansk skådespelare
- Edna Ferber, amerikansk författare
- Edna Martin, svensk textilkonstnär
- Edna Ngeringwony Kiplagat, kenyansk friidrottare
- Edna O'Brien, irländsk författare
- Edna May Oliver, amerikansk skådespelare
- Edna Purviance, amerikansk skådespelare
- Edna St. Vincent Millay, amerikansk poet

## Fiktiva
- Dame Edna Everage, fiktiv person gestaltad av Barry Humphries